# Pont de pierre (Bordeaux)

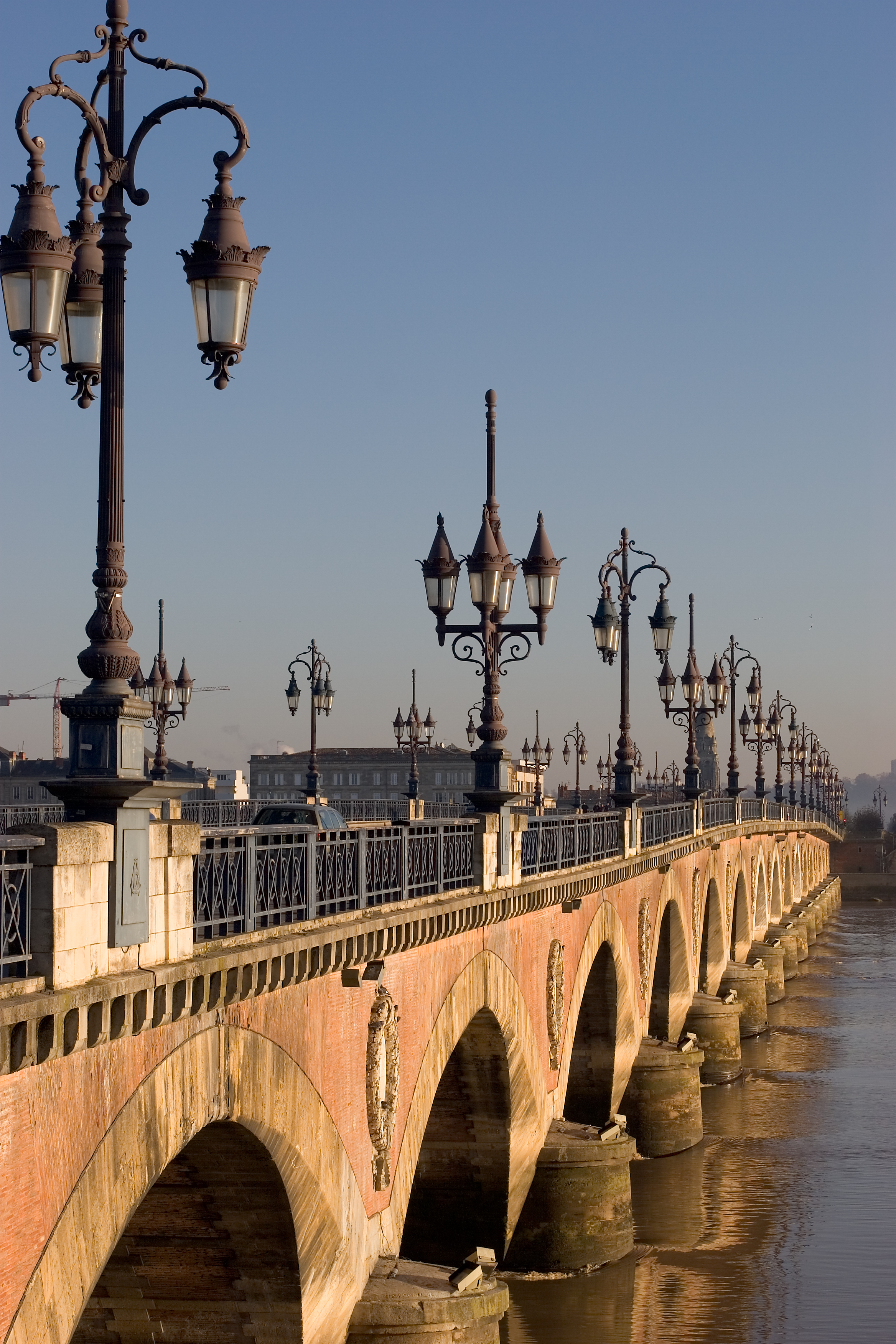
Pont de pierre

Der Pont de pierre ist die älteste „Steinerne Brücke“ über die Garonne in Bordeaux. Die Planung der Brücke erfolgte ab 1810, noch unter der Herrschaft Napoleon Bonapartes. In den Jahren 1819 bis 1821 erfolgte die wegen der starken Strömungen sehr schwierige Bauausführung. Leitende Ingenieure waren Claude Deschamps und sein Schwiegersohn Jean-Baptiste Basile Billaudel.

## Geschichte

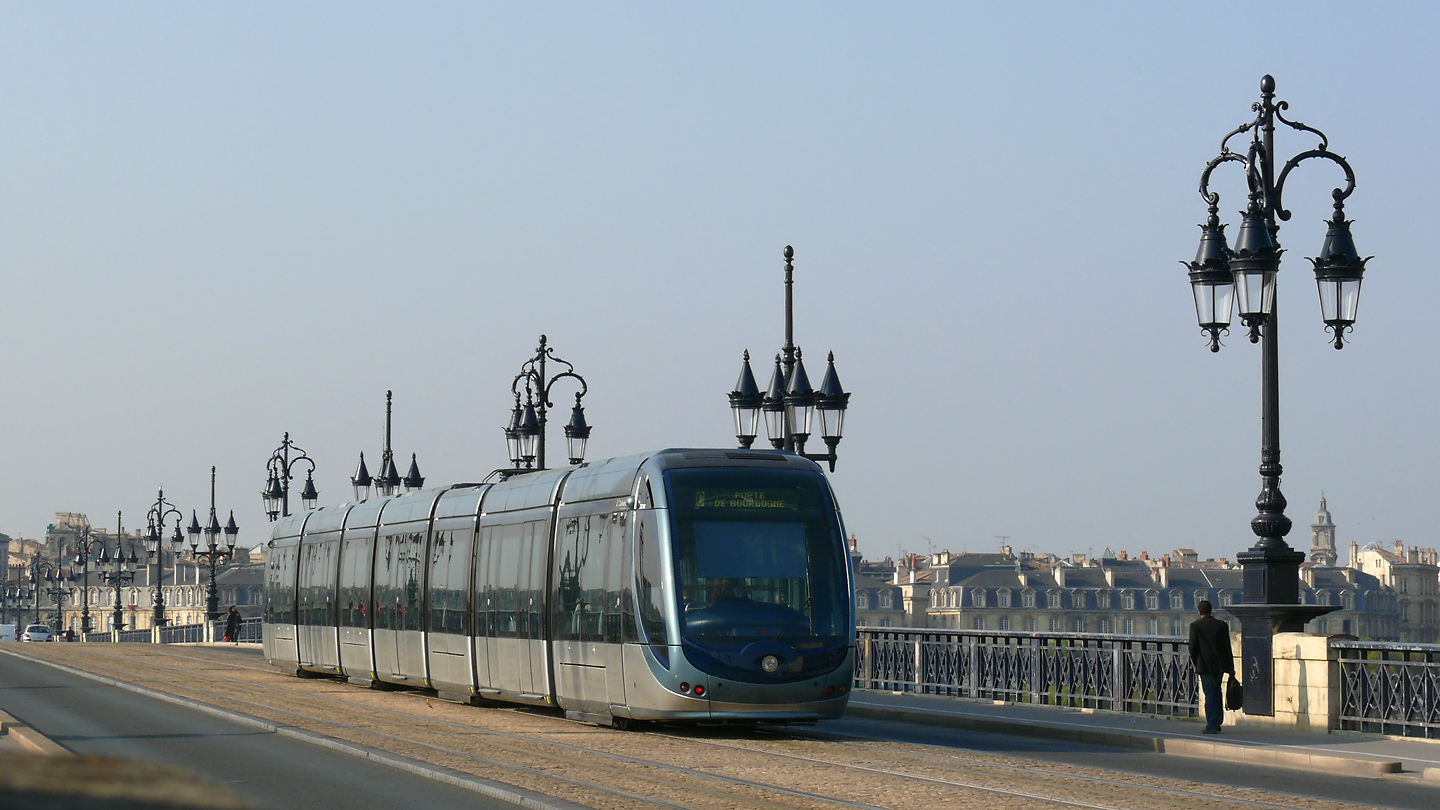
Straßenbahn auf dem Pont de pierre

Schon im 18. Jahrhundert gab es Pläne zur Errichtung einer solchen Brücke. 1808 wollte Napoleon an der Stelle eine Holzbrücke schlagen lassen, um seine Armee rascher in Richtung Spanien bewegen zu können. Die örtlichen Amtsträger sprachen sich allerdings von Anfang an für eine dauerhaftere Lösung aus.
Am 26. Juni 1810 erfolgte mit kaiserlichem Dekret der Befehl zur Errichtung der Holzkonstruktion. 1811 kam allerdings der Brücken- und Straßenbauingenieur Claude Deschamps nach Bordeaux und schlug eine geänderte, stabilere Brückenkonstruktion vor. Dieses Projekt wurde ab 1812 verwirklicht. Die Schwierigkeiten waren allerdings enorm. Ein Hochwasser der Garonne vom 22. bis zum 26. Dezember 1813 verursachte schwere Schäden an den Fundamenten. 1814 hatte der Sturz Napoleons die Einstellung der Arbeiten aus finanziellen Gründen zur Folge.
Die Initiative zum Weiterbau kam von einer Gruppe wohlhabender Bürger von Bordeaux. Der reiche Unternehmer Balguerie-Stuttenberg gründete 1816 eine Vereinigung von Reedern und Kaufleuten, die anbot, 2 Millionen Francs für den Brückenbau aufzubringen, allerdings mit der Forderung, 99 Jahre lang  Wegezoll erheben zu dürfen. Die Regierung akzeptierte 1818 dieses Angebot, setzte aber für die Fertigstellung eine Frist von drei Jahren. Am 18. April 1818 konstituierte sich die Compagnie du pont de Bordeaux unter Balguerie-Stuttenberg, 1819 bis 1821 erfolgte der Bau. Nach britischem Vorbild kam bei den Unterwasserarbeiten eine Taucherglocke zur Anwendung.
Um 1860 und 1952 bis 1954 wurde die Brücke verbreitert, 1863 die Brückenmaut abgeschafft. Die am 21. Dezember 2003 eröffnete erste Strecke der neuen Straßenbahn wurde vom innerstädtischen Geschäftsviertel Mériadeck nach Lormont über den Pont de Pierre angelegt.
Die 17 Brückenbögen sollen den 17 Buchstaben des Namens Napoléon Bonaparte entsprechen. Bis zur Errichtung des Pont Saint-Jean im Jahr 1965 war der Pont de Pierre die einzige Straßenbrücke über die Garonne in Bordeaux. Die Passerelle Eiffel, eine Eisenbahnbrücke, stammt aus den 1850er Jahren. Seit Mitte 2018 ist die Brücke nur noch für den öffentlichen Verkehr, Zweiräder und Fußgänger bestimmt und somit „autofrei“.